# 5484 Inoda
Az 5484 Inoda (ideiglenes jelöléssel 1990 VH1) a Naprendszer kisbolygóövében található aszteroida. Urata Takesi fedezte fel 1990. november 7-én.